# Zwischenwasser (Enneberg)

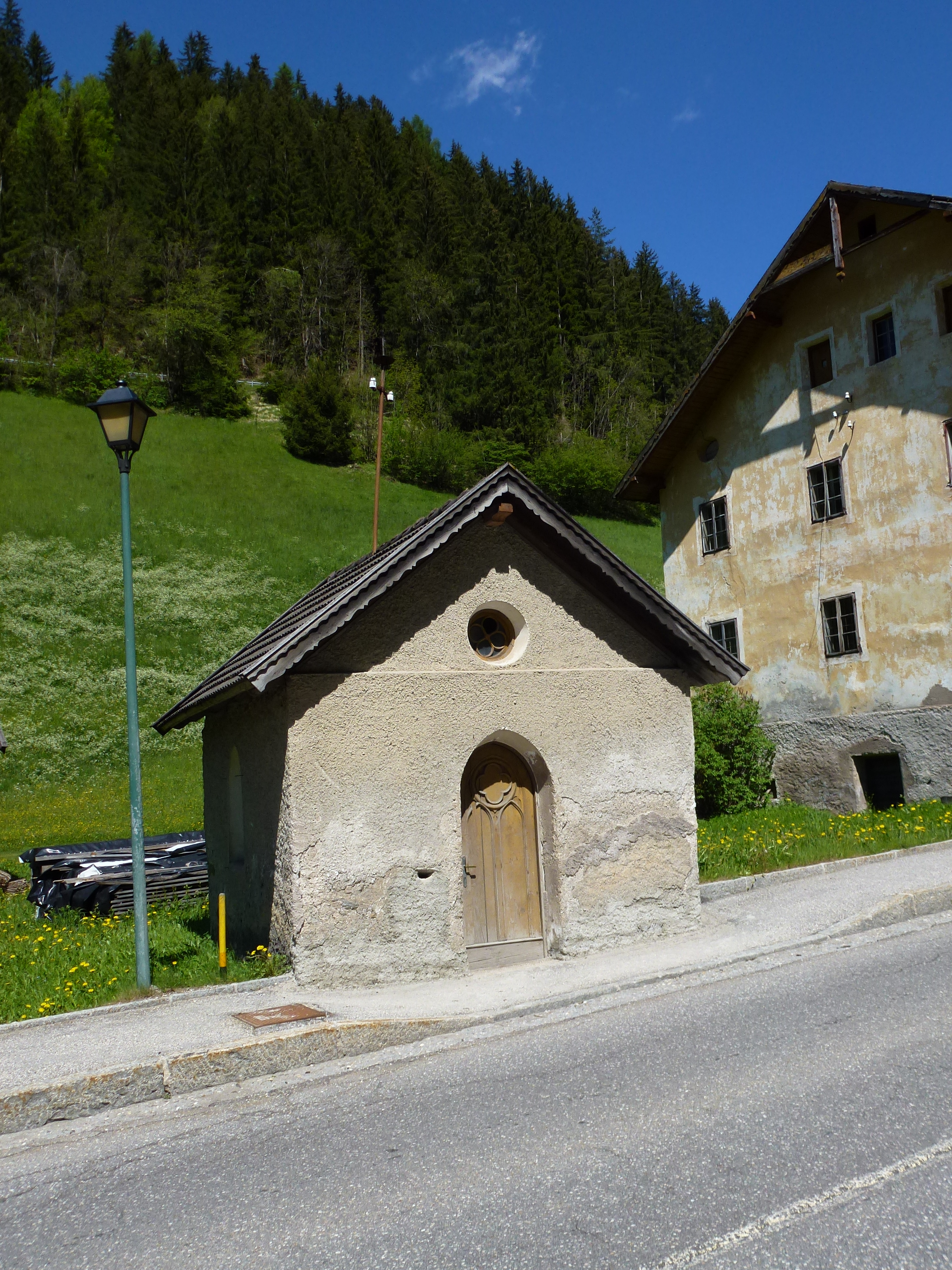

Zwischenwasser (ladinisch und italienisch: Longega) ist eine Fraktion der Gemeinde Enneberg in Südtirol bzw. Ladinien mit etwa 60 Einwohnern. An diesem von der SS 244 durchquerten Ort im Gadertal mündet der das Enneberger Tal entwässernde Vigilbach (Rü d’Al Plan) in die Gader, wovon sich auch der Ortsname Zwischenwasser (zwischen den Wassern) ableitet.